# Komuta Yosuke
Komuta Yosuke (小牟田 洋佑 Komuta Yosuke, sinh ngày 18 tháng 7 năm 1992 ở Tochigi) là một cầu thủ bóng đá người Nhật Bản. Anh thi đấu cho Thespakusatsu Gunma.

## Sự nghiệp thi đấu
Komuta Yosuke gia nhập câu lạc bộ tại J2 League; Thespakusatsu Gunma năm 2015.